# Суньяни
Сунья́ни (англ. Sunyani) — город на западе центральной части Ганы. Административный центр области Боно, а до её создания — области Бронг-Ахафо. Расположен на обширном лесистом цокольном плато Ашанти высотой 150–300 м над уровнем моря (Southern Ashanti Uplands), на реке Суньяни, правом притоке Тано. Население 74 240 человек (2010).
В конце XIX века был лагерем для охотников на слонов. Британцы основали на его месте районный центр в 1924 году, и, благодаря строительству железной дороги в Кумаси, Суньяни стал торговым центром, рынком какао, орехов кола орехами и основных продуктов питания (бананов, ямса и кукурузы). В городе есть спортивная арена Coronation Park и аэропорт.
Центр епархии Суньяни Католической церкви.